# Jean Larivière (photographe animalier)
Pour les articles homonymes, voir Larivière.
Ne doit pas être confondu avec Jean Larivière (photographe de publicité).
 (octobre 2023).
Jean Larivière, né le 8 décembre 1939[Où ?], est un photographe animalier, cinéaste, réalisateur de télévision et écrivain naturaliste français.

## Biographie
Jean Larivière étudie les lettres et la philosophie qu'il délaisse pour le cinéma. D'abord assistant metteur en scène, il s'oriente ensuite vers la photographie. Il est reporter pour plusieurs agences de presse, puis opérateur en studio, puis se spécialise dans la mode. Dans les années 1950, il réalise la publicité d'un léopard captivé par une vitrine de la marque Cartier.
En 1969, les éditions Time-Life lui confie la réalisation d'albums de photos destinés aux enfants. Bien que jamais publiés, ces travaux le mènent à rencontrer Marlyse de La Grange (1934-1992) qui lui confie une séquence dans les émissions enfantines - Le Journal des animaux puis Le Club des Caribous - sur la 1re chaîne de télévision française. De 1969 à 1971, il réalise ainsi une soixante de séries de photographies illustrant chacune la rencontre d'un animal et d'un enfant.
À cette époque débute sa collaboration avec François de La Grange (1920-1976) dont il va devenir le documentaliste scientifique. Ensemble, ils écrivent de nombreux articles dans la presse. Jean Larivière participera alors à la rédaction de plusieurs ouvrages de François de La Grange dans la collection « Les Animaux du Monde »  éponyme de l'émission télévisée : Chiens et Chats du Monde en 1970, Les Félins en 1972, Animaux en péril et Les Animaux de la Mer en 1973, Les Singes en 1974 et Animaux extraordinaires en 1975.
Il sera crédité de coauteur pour ce dernier.
Toujours à la télévision, Jean Larivière devient conseiller scientifique de la série Animage diffusée sur la 3e chaîne de télévision française. En naissent trois albums (Le Cygne, Le Cheval et Le Loup) en 1974, réalisés à partir de l'adaptation de la série télévisée, la maquette et les photographies de Jean Larivière.
Cette même année, il se rend aux États-Unis pour un voyage d'étude dans les réserves du U.S. Fish & Wildlife Service à travers plusieurs états, l'Alaska, l'Arizona, le Montana et la Géorgie. Il en publie le compte-rendu dans Sauvegarde de la vie sauvage, en 1975.
L'année suivante, il y retourne avec François de La Grange pour le tournage de quatre émissions des « Animaux du Monde » dont le livre Le Monde sauvage des Montagnes rocheuses est le reflet.
À la suite de cet ouvrage qui devait être le premier d'une nouvelle collection, l'équipe des « Animaux du Monde » part pour le Zaïre. Ce voyage se terminera tragiquement par la mort de François de La Grange, victime d'une crise cardiaque le 3 mars 1976 à Bukavu. Le livre Le Monde mystérieux des gorilles sera publié en 1977 par Jean Larivière en hommage à la dernière aventure qu'ait vécu François de La Grange.
Après cette disparition, Jean Larivière poursuit sa collaboration avec Marlyse de La Grange, tant sur le plan de la télévision en écrivant de nombreux commentaires pour l'émission « Les Animaux du Monde » que sur le plan de l'édition. Il sera avec elle le coauteur de deux livres Les Animaux et leurs petits en 1976 et Les Animaux et leurs mystères en 1977.
Mais depuis 1976, il concentre ses efforts au Jardin des plantes de Paris, car nommé chargé de mission auprès du directeur du Muséum national d'histoire naturelle pour les relations avec la presse, l'audio-visuel et l'édition, il a pour tâche de faire connaître cet établissement vénérable autant chargé d'histoire que de science depuis 1793.
Par ailleurs, également soucieux des problèmes de conservation de la nature au niveau international, il publie Sénégal, ses parcs, ses animaux en 1978.
En 1980, il a écrit Les Loups avec l'explorateur polaire Paul-Émile Victor (1907-1995) et en même temps, Les Animaux et l'Homme, un essai personnel sur la cohabitation millénaire entre la faune et l'humanité depuis ses origines.
Il est conseiller scientifique de la Fondation Ushuaïa en 1990, lorsqu'il publie la monographie L'Éléphant dans la collection « État sauvage » dirigée par Allain Bougrain-Dubourg.
Jean Larivière est également rédacteur en chef des revues scientifiques L'Univers du Vivant et Scientifica. À la suite du naufrage du pétrolier Prestige en 2002, il fustige le manque de nouvelles mesures mises en place depuis le naufrauge de l'Erika survenu trois ans plus tôt.

## Publications
- Vladimir Tartakovsky, Jean-René Vivet et Jean Larivière, Le Cygne, Bias, Paris, 1974.
- Vladimir Tartakovsky, Jean-René Vivet et Jean Larivière, Le Cheval, Bias, Paris, 1974.
- Vladimir Tartakovsky, Jean-René Vivet et Jean Larivière, Le Loup, Bias, Paris, 1974.
- Jean Larivière, Sauvegarde de la vie sauvage aux États-Unis, Bias, Paris, 1975.
- François de La Grange et Jean Larivière, Animaux extraordinaires, Éditions Fernand Nathan, Paris, 1975.
- François de La Grange et Jean Larivière, Le Monde sauvage des Montagnes rocheuses, Éditions Fernand Nathan, Paris, 1976.
- Marlyse de La Grange et Jean Larivière, Les Animaux et leurs petits, Éditions Fernand Nathan, Paris, 1976.
- Marlyse de La Grange et Jean Larivière, Les Animaux et leurs mystères, Éditions Fernand Nathan, Paris, 1977.
- Jean Larivière, Le Monde mystérieux des gorilles, Éditions Fernand Nathan, Paris, 1977.
- Jean Larivière et André-Roger Dupuy, Sénégal, ses parcs, ses animaux, Éditions Fernand Nathan, Paris, 1978.
- Jean Larivière, Les Animaux et l'Homme, Éditions Fernand Nathan, Paris, 1980  (ISBN 2-09-290194-X)
- Paul-Émile Victor et Jean Larivière, Les Loups, Éditions Fernand Nathan, Paris, 1980  (ISBN 2-09-290196-6)
- Jean Larivière, L'Éléphant, collection « État sauvage », Éditions Atlas, Paris, 1990  (ISBN 2731208880)
- Jean Larivière, Le Kenya, Éditions du Chêne, Paris, 1998  (ISBN 2842770803)